# Winamp
Winamp — универсальный медиапроигрыватель компании Nullsoft для воспроизведения файлов мультимедиа и потоковых передач в среде Microsoft Windows.
Winamp поддерживает большое количество форматов файлов мультимедиа, начиная с версии 2.90 появилась возможность проигрывания видеофайлов. Поддерживает внедрение подключаемых модулей. Winamp имеет развитую библиотеку мультимедиа, поддерживает работу со списками воспроизведения. Имеется много обложек и зрительных образов. С пятой версии введён новый движок для поддержки обложек, а также добавлена новая функция — кроссфэйд (плавный переход между дорожками).
Разработка производилась с 1997 года. Создателями программы являются Джастин Франкель и Дмитрий Болдырев. В 1999 году компанию Nullsoft приобрела AOL LLC.
В 2004 году последние сотрудники компании Nullsoft, стоявшие у истоков разработки Winamp, покинули AOL LLC. В последнее время разработку проигрывателя продолжали Бен Аллисон (Benski), Вилл Фишер, Тэйбер Бул, Максим Тыртышный, Крис Эдвардс и Стив Ломис (по прозвищу «Tag»).
Количество пользователей проигрывателя Winamp увеличилось с 33 млн (февраль 2005 года) до 57 млн (сентябрь 2006 года). На конец 2009 года Winamp использовали 70 млн пользователей.
20 ноября 2013 года AOL, владеющая плеером, объявила, что отказывается от проекта Winamp. Разработка медиаплеера будет прекращена, а сайт Winamp.com с 20 декабря 2013 года должен был стать недоступным.
17 января 2014 года бельгийская компания Radionomy Group, занимающаяся интернет-радиовещанием, подтвердила покупку у корпорации AOL проигрывателя Winamp и каталога радиостанций SHOUTcast. 15 октября 2018 года Radionomy объявила о перезапуске Winamp в качестве единой мобильной платформы для разных сервисов, подписок, подкастов и стриминговых сервисов. Выход новой версии был запланирован на 2019 год, но в срок так и не вышел. 18 ноября 2021 года Radionomy объявила, что плеер готовится к перезапуску, и начался набор бета-тестеров.
24 сентября 2024 года исходный код программы был выпущен под «Winamp Collaborative License», которая называет себя свободной лицензией с копилефтом, но при этом ограничивает возможность форка программы, распространения модифицированных и оригинальных двоичных файлов, скомпилированных из исходного кода, и отказывает Llama Group во всех правах собственности на сторонние материалы, вскоре после этого репозиторий исходного кода был удалён из-за критики за условия лицензии и включение проприетарного кода.

## История

### Первые выпуски
WinAMP 0.20a был выпущен 21 апреля 1997 года и распространялся бесплатно. Графический интерфейс первой версии состоял из простой строки меню, однако поддерживал возможность перетащить на окно файл для воспроизведения. В эту версию входил декодер MP3 — AMP, созданный Томиславом Узилэком (сокращение AMP расшифровывалось как Advanced Multimedia Products, расширенные продукты мультимедиа) для некоммерческого использования. Джастин Франкель и Дмитрий Болдырев включили этот обработчик в пользовательский интерфейс WinAMP-а.
Бесплатный WinAMP 0.92 появился в мае 1997 года. У программы появился собственный графический интерфейс под названием Winamp Classic: тёмно-серое прямоугольное окно с серебристыми кнопками, красно-зелёный ползунок уровня громкости, индикаторы состояния, времени воспроизведения (в виде точечно-семисегментного индикатора), названия композиции, скорости потока и частоты дискретизации. Была реализована поддержка перетаскивания нескольких файлов в список воспроизведения. Однако использовались стандартные заголовок, рамка и меню окна Windows, которые в последующих версиях были стилизованы. Также под индикатором времени было оставлено пустое пространство, которое впоследствии занял анализатор спектра.

### Winamp 1
Версия 1.006 была выпущена 7 июня 1997 года. Название было изменено на «Winamp» (с нижним регистром). Эта версия обзавелась спектроанализатором, при перемещении ползунка уровня громкости изменялся его цвет. Некоммерческая лицензия на AMP была включена в справочном меню.
По условию Томислава Узелэка, Джастин Франкель лицензировал обработчик AMP 0.7 1 июня 1998 года. В январе 1998 года Джастин Франкель официально создал компанию Nullsoft, Inc. и продолжил развитие проекта, который изменил статус Winamp от бесплатного программного обеспечения до платного (цена на тот момент составляла 10 $). В марте недавно основанная компания Узелэком PlayMedia Systems отправила ноту недовольствия в Nullsoft для воздержания от нелегального использования AMP. Компания Nullsoft ответила им и заменила AMP собственным обработчиком Nitrane, но PlayMedia это все равно не понравилось и они продолжили борьбу.
Версия 1.90 была выпущена 31 марта 1998 года как многофункциональный проигрыватель аудио и была задокументирована на веб-узле Winamp.com для поддержки подключаемых модулей, включая два подключаемых модуля ввода (MOD и MP3) и подключаемый модуль зрительных образов. Спустя 18 дней был выпущен установщик для версии 1.91, включавший WAVE, CDDA и подключаемые модули для управления из области уведомлений, также был включен файл DEMO.MP3 с известной фразой (взятая из песни Уэсли Уиллиса) «Winamp, it really whips the llama’s ass».

### Winamp 2
8 сентября 1998 года был выпущен Winamp 2.0. Версии второго поколения (2.х) были одними из самых загружаемых приложений для Microsoft Windows в Интернете. В новой версии улучшили для удобства список воспроизведения, сделали более точным графический эквалайзер, добавили дополнительные подключаемые модули и сделали поддержку обложкам для применения стиля к списку воспроизведения и графическому эквалайзеру.
В июне 1999 года Nullsoft был приобретен AOL за 80 млн $. Вскоре PlayMedia выиграла иск и в тот же самый месяц Nullsoft заменили обработчик Nitrane на обработчик ISO от разработчиков MP3-формата Fraunhofer Gesellschaft. 14 марта 1999 года вышел Winamp 2.10, в который включили новую версию «Llama» demo.mp3.
В декабре 1999 года Nullsoft повторно начали проект Winamp на winamp.com для обеспечения более удобного доступа к обложкам, подключаемым модулям, потоковому аудио, музыкальному каталогу, конференциям и к ресурсам разработки.
22 июня 2000 года сообщалось, что Winamp используют более 25 млн пользователей.

### Winamp 3
9 августа 2002 года была выпущена версия следующего поколения — Winamp3 (название Winamp3 писалось вместе, тем самым при прочтении слышались как MP3, так и Winamp, что тем самым отделило её от второй версии). Полностью переписали исходный код Winamp 2, основанный на прикладной структуре Wasabi, которая давала дополнительные возможности и гибкость. Winamp3 разработан параллельно с Winamp 2. Много пользователей жаловалось на значительную нагрузку на ресурсы и нестабильность третьей версии. В общем, проект оказался под угрозой. Winamp3 не был совместим с обложками и подключаемыми модулями от Winamp 2. Подключаемый модуль SHOUTcast не поддерживался в Winamp3. SHOUTcast для версии Winamp3 никогда не выпускался.
По просьбам многих пользователей Nullsoft решил продолжить развитие Winamp 2 и выпустил 2.9 и 2.91. Бета-версии 2.92 и 2.95 содержали некоторые функции будущего поколения Winamp 5. Во время этого периода была взята часть исходного кода с Winamp3 для кроссплатформенной прикладной структуры Wasabi и инструментария графического интерфейса пользователя с поддержкой скинов.
9 октября 2001 года Nullsoft выпустила альфа-версию Winamp3 для Linux, однако, несмотря на удобный пользовательский интерфейс, Winamp3 для него более не обновляли.

### Winamp 5
Вскоре Winamp 2 и Winamp 3 были соединены в Winamp 5: 2 + 3 = 5, такой принцип решил использовать Nullsoft — были взяты самые лучшие части из обоих приложений. У них была шутка «никому не нужна обложка Winamp 4 (nobody wants to see a Winamp 4 skin)», потому что если читать на английском «4 skin», то получится игра слов — крайняя плоть полового члена (англ. foreskin). Winamp 5 был основан на исходном коде Winamp 2, с несколькими функциями Winamp3 (например, современные обложки). Winamp 5.0 был выпущен в декабре 2003 года. Большая часть структуры Wasabi собрана для создания Winamp3 и его компоненты были опубликованы как исходный код. В 2005 году активно усилили развитие автономной версии Wasabi.
Winamp 5 выходит в трёх версиях: упрощённая (lite), полная (full) и Pro-версия (pro), требующая регистрацию ценой в 19,95 $. В упрощённой версии значительно меньше функциональных возможностей (например, не входят некоторые подключаемые модули). Полная версия предлагает более богатый набор функциональных возможностей, включая копирование с дисков и запись музыки на урезанных скоростях (6х для копирования, 2х для записи). Pro-версия снимает все вышеупомянутые ограничения.
Начиная с версии 5.2 встроена поддержка синхронизации устройств iPod.

#### Winamp 5.5
Версия, выпущенная 10 октября 2007 года. Это событие связано с десятилетним юбилеем выхода первой версии Winamp. Включено много новых возможностей: поддержка изображений обложек альбомов, поддержка большого количества языков (русский, французский, испанский и др.), общий интерфейс с библиотекой (обложка Bento). Начиная с этой версии была прекращена поддержка Windows 9x.

#### Winamp 5.666 (сборка 3516)
Выпущена 12 декабря 2013 года.

#### Продажа
20 ноября 2013 года на официальном сайте разработчика появилось следующее сообщение: «Сайт Winamp.com и сопутствующие веб-сервисы не будут доступны после 20 декабря 2013 года. Кроме того, плееры Winamp Media не будут больше доступны для скачивания. Пожалуйста, скачайте последнюю версию до этой даты. См. release notes с информацией об улучшениях в этой последней версии. Спасибо за поддержку сообщества Winamp в течение более 15 лет».
На сайте сообщества размещено следующее сообщение:

«Руководство компании AOL приняло решение закрыть Winamp и все сопутствующие веб-службы. Разработка проигрывателя Winamp прекращена, а компания Nullsoft ликвидирована. Официально заявляем, что Winamp прекращает своё существование! Веб-сайты Winamp.com и ru.Winamp.com станут недоступны после 20 декабря 2013 года. Поэтому успейте скачать последнюю версию до этого дня. Выражаем благодарность всем, кто был с нами на протяжении 15 лет! Ушла легенда… Ушла эпоха… Винамповская эпоха…»— 
22 ноября 2013 года стало известно, что компания Microsoft заинтересована в приобретении у AOL команды Winamp и сервиса Shoutcast и ведёт переговоры.
В день предполагаемого закрытия проекта Яндекс открыл страничку, смоделированную под рабочий стол Windows 98, а в ней — рабочий Winamp с классическим скином. На выбор пользователям предлагается бесплатно послушать популярные треки прошлых десятилетий.
14 января 2014 компания Radionomy Group официально стала владельцем Winamp, купив его у компании AOL. Сумма сделки не была названа. 21 декабря 2015 года было объявлено о покупке 64 % акций компании Radionomy компанией Vivendi S.A.R.L. Новый владелец заявляет, что Winamp и SHOUTcast стали одними из самых значимых их активов.

#### Winamp 5.8
Выпущен 18 октября 2018 года. Первое обновление плеера после многолетнего перерыва, нацеленное на осуществление совместимости с Windows 10, а также Windows 8.1.
Убраны все лицензионные компоненты, которые покупались у партнёров и теперь Winamp стал абсолютно бесплатным плеером. Для любителей трекерной музыки движок MikMod был заменён на новый OpenMPT Module Player. Также Winamp обзавёлся новым логотипом.

### Winamp 6
Следующее крупное обновление плеера, выход которого был намечен на 2019 год. Новую версию должна была отличать ориентированность на мобильные устройства. Обновлённый Winamp должен был быть перезапущен в качестве единой платформы для различных стриминговых сервисов, подкастов и прочих подписок.

## Редакции
Winamp представлен в 3 версиях:
- Lite — для воспроизведения просто музыки (1,2 МБ);
- Full — включающий обложки, библиотеки и доступом к различным аудио- и видеоресурсам (6,01 МБ);
- Bundle — имеющий все выше а также образец песни (8,42 МБ).

### Winamp для Android
30 декабря 2010 года вышел Winamp для мобильной операционной системы Android. Поддерживаются версии Android начиная с 2.1, любые разрешения экрана. Программа полностью переведена на русский язык.
Функции
- Синхронизация с компьютером и библиотекой ITunes
- Проигрывание радио Shoutcast
- Виджет для главного экрана
- Управление гарнитурой
- Проигрывание mp3 и других музыкальных форматов

## Функциональность
- Большое количество воспроизводимых форматов файлов мультимедиа.➤
- Поддержка обложек и их высокая функциональность (настройка и эксперименты)[29].
- Поддержка компактных режимов в обложках, а также возможность работать в виде «выезжающих» панелей.
- Поддержка подключаемых модулей, позволяющих расширить функциональность; открытый формат подключаемых модулей, позволяющий создавать собственные подключаемые модули.
- Поддержка внешних устройств: Apple iPod[17], Creative NOMAD Jukebox, Microsoft PlaysForSure, USB-накопители, ActiveSync устройства, например на Windows Mobile.
- Широкополосный эквалайзер, имеющий несколько десятков предустановок по всем жанрам музыки.
- Возможность записи и копирования звуковых дисков с поддержкой CD-Text’а и их преобразования в различные форматы[17].
- 24-битное воспроизведение.
- Поддержка 5.1 Surround для соответствующих форматов.
- Поддержка непрерывного воспроизведения для MP3 и AAC.
- Поддержка нормализации уровня звучания.
- Возможность выбора следующего файла и задания последовательности проигрывания (Jump To File).
- Система поиска дорожек и сведений о них:
  - в списке воспроизведения (имеется встроенный поиск по клавише J)
  - в локальной базе файлов (имеется функциональная библиотека с поддержкой сложных конструкций запросов)[17]
  - в Интернете (встроенные средства поиска дорожек/альбомов/исполнителей с возможностью покупки дисков и заказа билетов на концерты и т. д.)
  - на переносных устройствах (через библиотеку)
  - в Википедии, Google, AOL, Truveo (в версиях от 5.5)
- Свободный доступ ко многим типам потокового мультимедиа[29]:
  - Интернет-радио и Интернет-телевидение (технология SHOUTcast)
  - XM Satellite Radio[англ.] (AOL Radio)
  - музыкальные дорожки
  - видеоклипы
  - AOL Music Now (музыкальный онлайн-магазин AOL)
  - In2TV[англ.] (классические ТВ-программы AOL)
  - SHOUTcast Wire (каталоги подкастов и возможность подписки на веб-каналы)[17]
  - механизм Singingfish для поиска аудио/видео

- Возможность воспроизводить видео AVI, MPG, MPEG, M2V — используя установленные в системе DirectShow-фильтры, WVM, ASF и NSV (потоковое видео от Nullsoft).
- Поддержка сочетаний клавиш; поддержка глобальных сочетаний клавиш.
- Поддержка тегов ID3v1, а начиная с версии 2.62 и ID3v2, в версиях от 5.5 имеется поддержка изображений альбомов и расширений ID3-тегов[17].
- Поддержка перетаскивания.
- Поддержка установки с ключами. Установщик на основе NSIS.
- Поддержка разных локализаций (в том числе и русский).
- Встроенный DirectX визуализатор — MilkDrop.

### Поддерживаемые форматы
- MPEG: MPEG-1, MPEG-2, MP3,
- AAC, AACplus,
- WMA, WMV, ASF,
- MIDI, RMI, KAR, MIZ,
- MOD, XM, S3M, STM, IT,
- AMF,
- OKT,
- PTM,
- Ogg Vorbis[30],
- FLAC,
- CDA,
- WAV, VOC, AU, SND,
- AIFF,
- NSV, NSA,
- M2VV,
- AVI,
- M3U, PLS (формат файла),
- FLV.

Установив дополнительные подключаемые модули, можно проигрывать файлы и других форматов, например *.ape (Monkey’s Audio), *.dsf и *.dff (Direct Stream Digital).
Аудиоплеер Winamp интегрировал поддержку NFT в сетях Ethereum и Polygon. Проигрыватель поддерживает видео и аудио NFT-форматы после подключения кошелька MetaMask.

### Подробные сведения
Помимо формата MP3, Winamp воспроизводит много разнообразных музыкальных форматов и был в числе первых проигрывателей для Windows, в которых появилась стандартная поддержка формата Ogg Vorbis. Также он поддерживает потоковое воспроизведение MP3 и AAC, умеет проводить нормализацию уровня звучания дорожки или альбома.
Поддерживает запись музыки на диски.
Winamp поддерживает воспроизведение Windows Media Video и Nullsoft Streaming Video. Для воспроизведения MPEG, AVI и неподдерживаемых типов видео используется Windows DirectShow API, позволяющий воспроизводить много форматов на уровне Проигрывателя Windows Media. Поддерживается объемный звук 5.1.
Winamp поддерживает старые и новые обложки. По сей день Winamp 5 поддерживает классические обложки Winamp 2 (статические коллекции точечных изображений) и более функциональные — современные обложки Winamp3, которые могут быть собраны на обработчике FreeForm, использовать альфа-канал прозрачности и сценарии.
Winamp поддерживает много типов потокового мультимедиа. Технология SHOUTcast обеспечивает свободный доступ к Интернет-радио и Интернет-телевидению, также можно получить доступ к спутниковому радио XM Satellite Radio, In2Tv. Можно получить доступ к службе AOL Video и к службе SHOUTcast Wire, которая позволяет делать подписку на подкасты. Использовать поисковый механизм Singingfish для поиска аудио и видео.
Библиотека Winamp поддерживает метаданные мультимедиа-файлов, которые содержат юникод; полная поддержка имен файлов с юникодом.
Winamp поддерживает переносные медиапроигрыватели. В настоящее время включены подключаемые модули для поддержки устройств iPod, Creative NOMAD, запоминающие устройства с большой емкостью (USB-накопители) и Microsoft PlaysForSure. Поддерживается технология синхронизации ActiveSync для устройств Windows Mobile.
В последних версиях Winamp появилась поддержка удаленного, через Интернет, использования библиотеки с помощью Winamp Remote. Технология была реализована с помощью службы Orb.
В Winamp существует набор «пасхальных яиц».

### Подключаемые модули
Средство разработки программы Winamp позволяет разработчикам расширить функциональные возможности Winamp с помощью подключаемых модулей. Дополнительные подключаемые модули ввода позволяют Winamp воспроизводить дополнительные форматы мультимедиа, а подключаемые модули вывода позволяют применять дополнительные возможности, такие как звуковые эффекты (через подключаемые модули DSP) и визуальные эффекты (Advanced Visualization Studio (AVS) и MilkDrop). Другие подключаемые модули включены в установщик проигрывателя, которые задействуют возможности, такие как сочетания клавиш и т. д. Во время процесса установки можно выбрать, какие из подключаемых модулей устанавливать.
Существуют следующие типы подключаемых модулей:
- Подключаемые модули ввода декодируют данные мультимедиа для воспроизведения из файлов.
- Подключаемые модули вывода управляют декодированным потоком аудио (такое как устройство DirectSound).
- Подключаемые модули зрительного образа генерируют произвольные графические изображения при воспроизведении.
- Подключаемые модули DSP и эффектов управляют аудио (реверберация, специализация, эквализация, компрессия и т. п.).
- Подключаемые модули общего назначения добавляют дополнительные функции или расширения для Winamp (функции для работы библиотекой, будильник или приостановка при завершении работы и т. п.).
- Подключаемые модули библиотеки добавляют дополнительные функции или расширения для библиотеки (подключаемый модуль gen_ml имеется в Winamp).
- Подключаемые модули устройств добавляют поддержку переносных мультимедиа проигрывателей в Winamp (подключаемый модуль ml_pmp имеется в Winamp).

Разработаны специальные подключаемые модули ввода для поддержки дополнительных форматов файлов. Например, для воспроизведения музыкальных файлов из игр, таких как NSF, USF, GBS, GSF, SID, VGM, SPC, PSF и PSF2.
Широкое разнообразие подключаемых модулей имеется на веб-узле Winamp.

## Критика
CNET, в своем обзоре версии 5.23, выставил плееру оценку 6.8 баллов. В качестве плюсов были отмечены простота и эффективность; модификация и настройки подключаемых модулей; бесплатный доступ к онлайн-медиа; лояльность и творческая поддержка сообщества. В качестве минуса отсутствие (кроме AOL Music Now) прямого доступа к музыкальным интернет-магазинам, ограничения бесплатной версии и др.
Журнал Wired оценил версию 5.5 в 7 баллов из 10. В обзоре были отмечены возможность загрузки .mp3 файлов через встроенный браузер, синхронизацию музыки с iPod, преобразования в различные форматы, передача музыки с компьютеров и мобильных телефонов. Критике же подверглась платная ($ 20) регистрация для высокоскоростного копирования MP3, наличие рекламы и сложность настройки удалёных функций.